# トロイ・ヘイメイカーズ

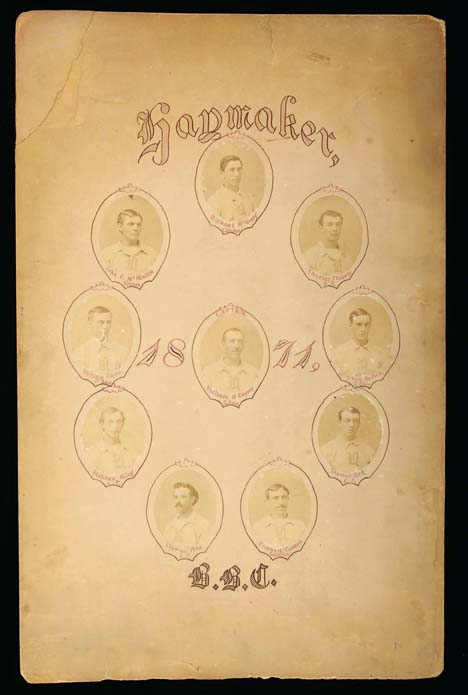
1871年のキャビネ版カード

トロイ・ヘイメイカーズ（Troy Haymakers）は、1871年から1872年まで、ニューヨーク州トロイを本拠地とし、ナショナル・アソシエーションに所属していたプロ野球チーム。

## 球団史
1860年代後半にニューヨークで活動していた"Union club of Lansingburgh"というクラブが始まりとされている。1869年から1870年にかけて、シンシナティ・レッドストッキングスと計4試合を戦った記録が残っている。1871年にプロの野球リーグ「ナショナル・アソシエーション」が創設されると、1年目からリーグに参加した。チームには強打者リップ・パイクらが加入した。1年目は投手力に難があったのか、同年6月27日のフィラデルフィア・アスレチックス（現在のオークランド・アスレチックスとは無関係）との試合では『33対49』、7月3日のニューヨーク・ミューチュアルズとの試合では『37対16』といったスコアを残している。
2年目の1872年に投手ジョージ・ゼットレインが加入し、チームは勝ち星を延ばしていたが、7月に運営が破綻しチームは消滅、所属していた選手達はブルックリン・エックフォーズへ移っていった。

## 戦績
※1871年以降。順位は勝利数による。
| 年度   | リーグ | 試合 | 勝利 | 敗戦 | 勝率 | 順位 | 監督                            | 本拠地             |
| ------ | ------ | ---- | ---- | ---- | ---- | ---- | ------------------------------- | ------------------ |
| 1871年 | NA     | 29   | 13   | 15   | .464 | 6位  | リップ・パイク ビル・クレイバー | Haymakers' Grounds |
| 1872年 | NA     | 25   | 15   | 10   | .600 | 5位  | ジミー・ウッド                  | Haymakers' Grounds |

## 所属した主な選手
- リップ・パイク：1871年に所属。1871-1873年に3年連続の最多本塁打。
- スティーブ・キング：経歴はトロイの2年間のみ。1年目に打率.396を記録。
- ジョージ・ゼットレイン：1871年に最優秀防御率（2.73）。1872年に14勝を記録。
- スティーブ・ベリャン：アメリカプロ野球史上最初のキューバ人選手。1871年に23打点、打率.250

## 主な球団記録
- 通算安打数：96（スティーブ・キング）
- 通算打点数：55（スティーブ・キング）
- 通算勝利数：14（ジョージ・ゼットレイン）